# بن الدين زروقي
بن الدين زروقي (1913-1957) هو شيخ، إمام و شهيد ثورة التحرير الجزائرية.
ولد الشهيد زروقي الشيخ بن الدين 1913 بدوار أولاد الشيخ شمال قرية سيدي موسى بلدية الظهرة ولاية الشلف من عائلة فقيرة و متواضعة عرفت بالكرم والشجاعة. حفظ القرأن الكريم على يد عمه الشيخ محمد بلمخطار ونال علوم اللغة على يد الشيخ محمد بن الحبيب الخياطي.
```
يعتبر الأب الروحي للثورة في 
قلب الظهرة
 (سيدي موسى وضواحيها في الشلف). كان عضوا بارزا في 
رابطة العلماء المسلمين الجزائريين
 . 
ولأنه كان علامة كبير، كان يدرس طلابه أساليب وتقنيات الحرب، والقرآن. 
```

نضاله
إنخرط الشيخ في صفوف حزب الشعب الجزائري سنة 1945 وبداعمله السياسي و التوعوي في منطقته. ألقي عليه القبض سنة 1947 وحكم عليه ب6 أشهر حبس وغرامة مالية قدرها 10.000 فرنك فرنسي (ثم ألغي الحكم بالسجن) بعدها شد الرحال إلى مستغانم فعمل مدرسا ومناضلا فكون طلبة يحملون نفس افكاره عين على رأس المدرسة الحرة مدرسا مع جملة من الفقهاء والأساتذة كشيخ أحمد بالكتروسي والشيخ العجال والشيخ العلال الفاسي و الشيخ المحفوظي.
تعرض الشيخ سنة 1951 إلى محاولة إغنيال من طرف العدو بعدها القي عليه القبض في نفس السنة وسيق إلى سجن مستغانم فقال يومها (الحمد لله الذي شرفني بدخول السجن كما شرف به سيدنا يوسف عليه السلام) وبعدها حول إلى سجن سركاجي ثم البرواقية فوهران ثم أطلق صراحه.
التحق بصفوف جيش التحرير وحمل اسم سي خالد وعين على مستوى المنطقة الرابعة مرشدا مفتيا ومرجعا هاما في الدين.
 أهم المعارك التي شارك فيها:
- معركة سيدي عبد الرحمان سنة 1957
- معركة اولاد سيدي إبراهيم سنة 1957
- معركة جبل ميلان عرش أولاد مغاشو سنة 1958
- معركة تاغزولت.

إستشهاده 
إستشهد الشيخ مع مجموعة من رفقائه يوم 30/09/1959 بشعبة الكروش دوار الحراش بلدية لحلاف جنوب واد أرهيو ولاية غليزان بعد معركة شرسة مع العدو.
مسجد الشيخ بن الدين 
باقتراح من تلميذه الشيخ  سي موسى  يحمل اسمه مسجد بمدينة القلتة ببلدية المرسى ولاية الشلف.